# مسافر ایستاده

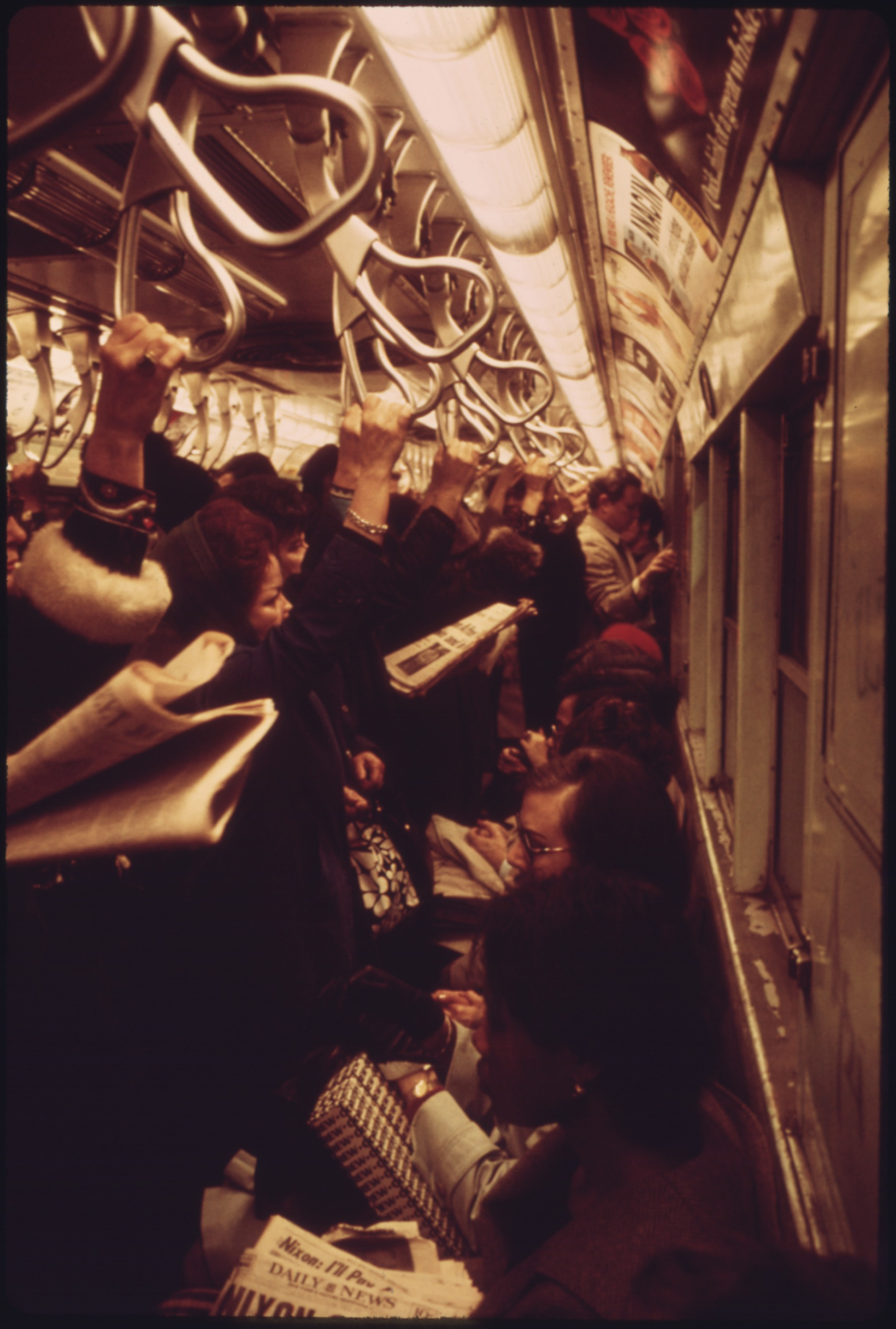
مسافران در حال استفاده از دستگیره‌های حفظ تعادل در قطار درون‌شهری

مسافر ایستاده (انگلیسی: Standing passenger) واژه‌ای ساخته شده و به کار رفته در مورد مسافران ایستاده در شهرها و بخش حمل و نقل عمومی است و معمولاً به مسافرانی گفته می‌شود که با توجه به عدم وجود ظرفیت کافی به خصوص در ساعت‌های شلوغی و پیک مسافر در مبحث حمل و نقل درون‌شهری و گاهی برون‌شهری مجبور هستند به شکل ایستاده مسافرت نمایند و به همین دلیل در اغلب وسایل حمل و نقل عمومی از جمله اتوبوس‌ها و قطارهای شهری دستگیره‌هایی در جهت حفظ تعادل این نوع مسافران تعبیه شده‌است.
این موضوع در بخش حمل و نقل هوایی جایی ندارد چرا که اغلب مسافرین به ویژه در هنگام نشستن یا برخاستن هواپیما در جهت ایمنی پرواز باید نشسته باشند. در سال ۲۰۱۰ رایانایر که یک شرکت ترابری ارزانقیمت است پیشنهاد استفاده از صندلی عمودی را برای مسافران ایستاده در هواپیما را داد.

## نگارخانه

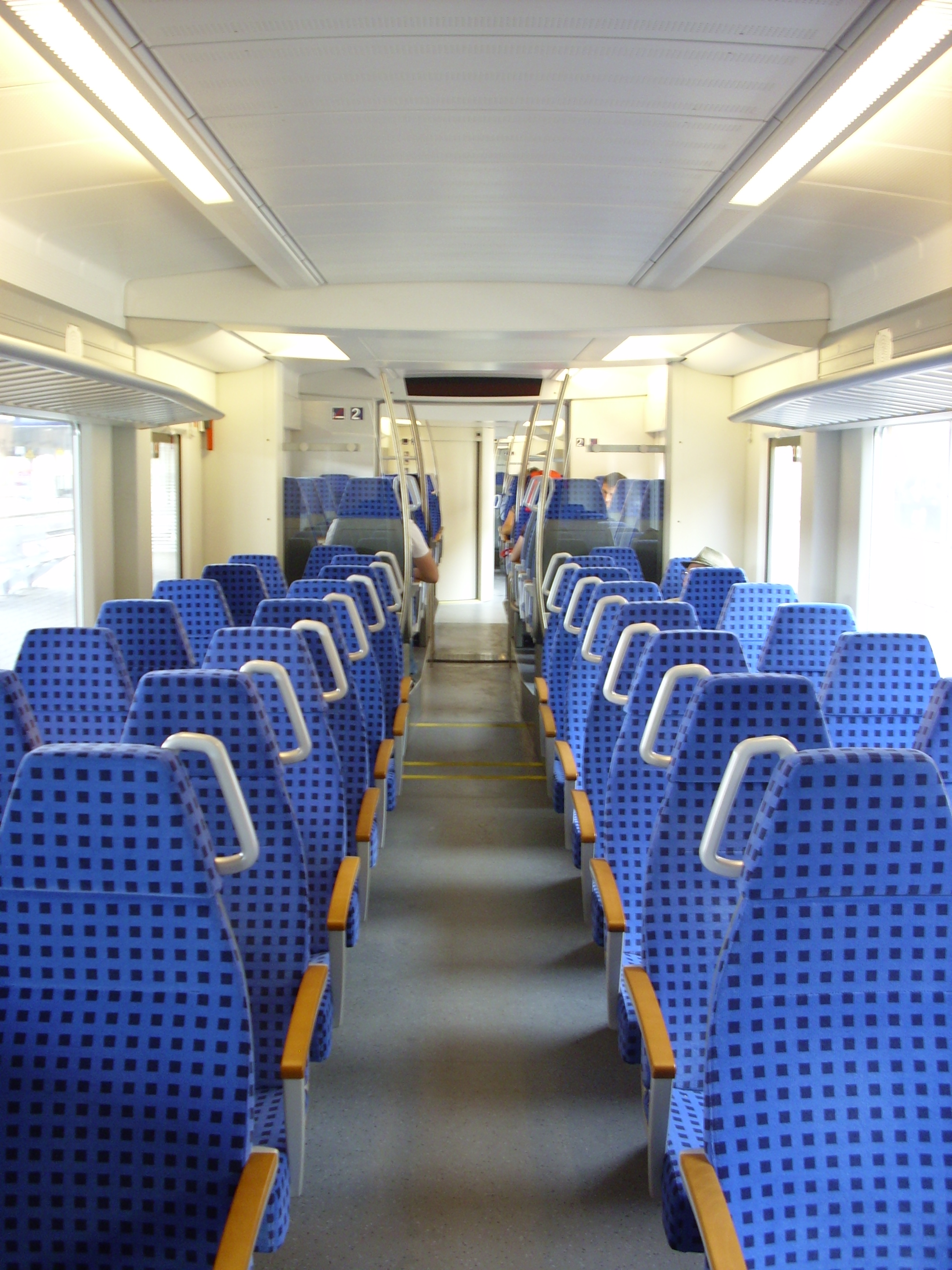
دستگیره‌های تعبیه شده در قطارهای درون شهری برای مسافر ایستاده
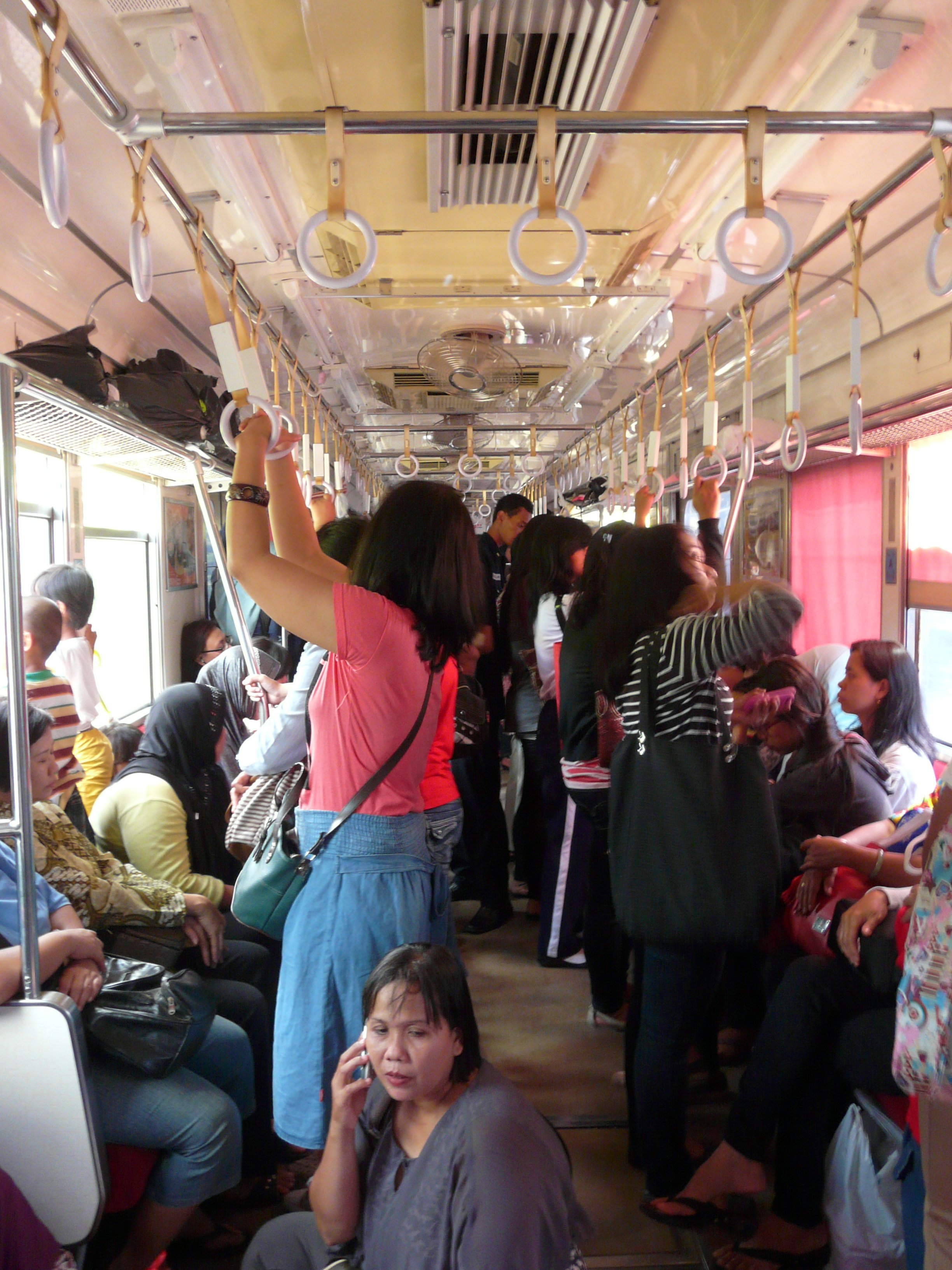
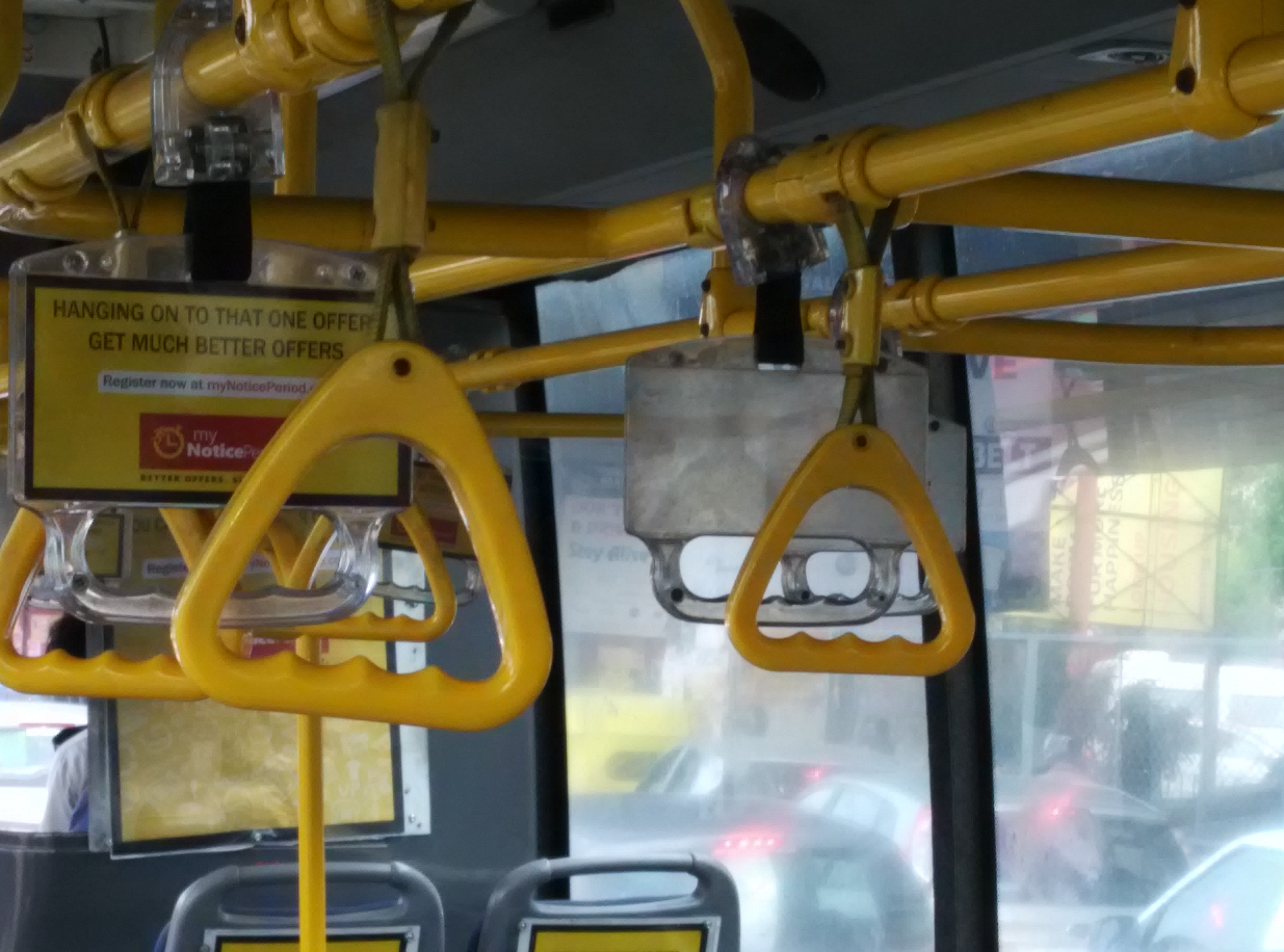
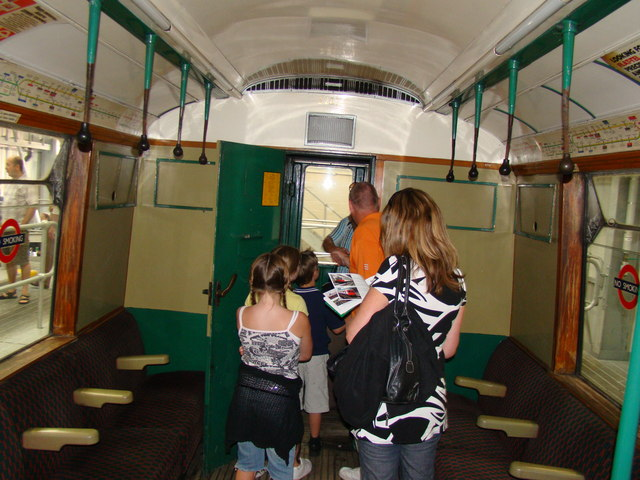
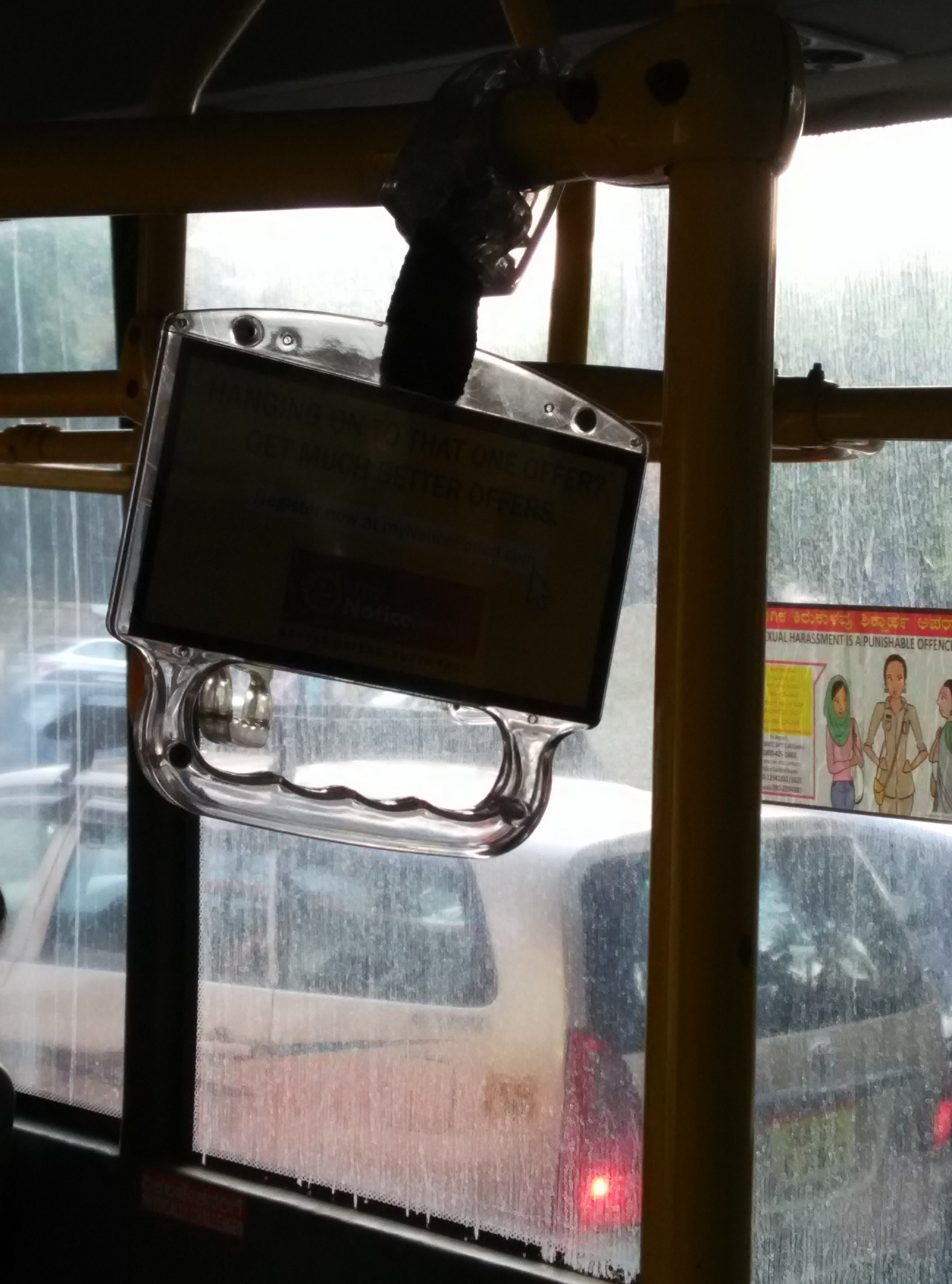
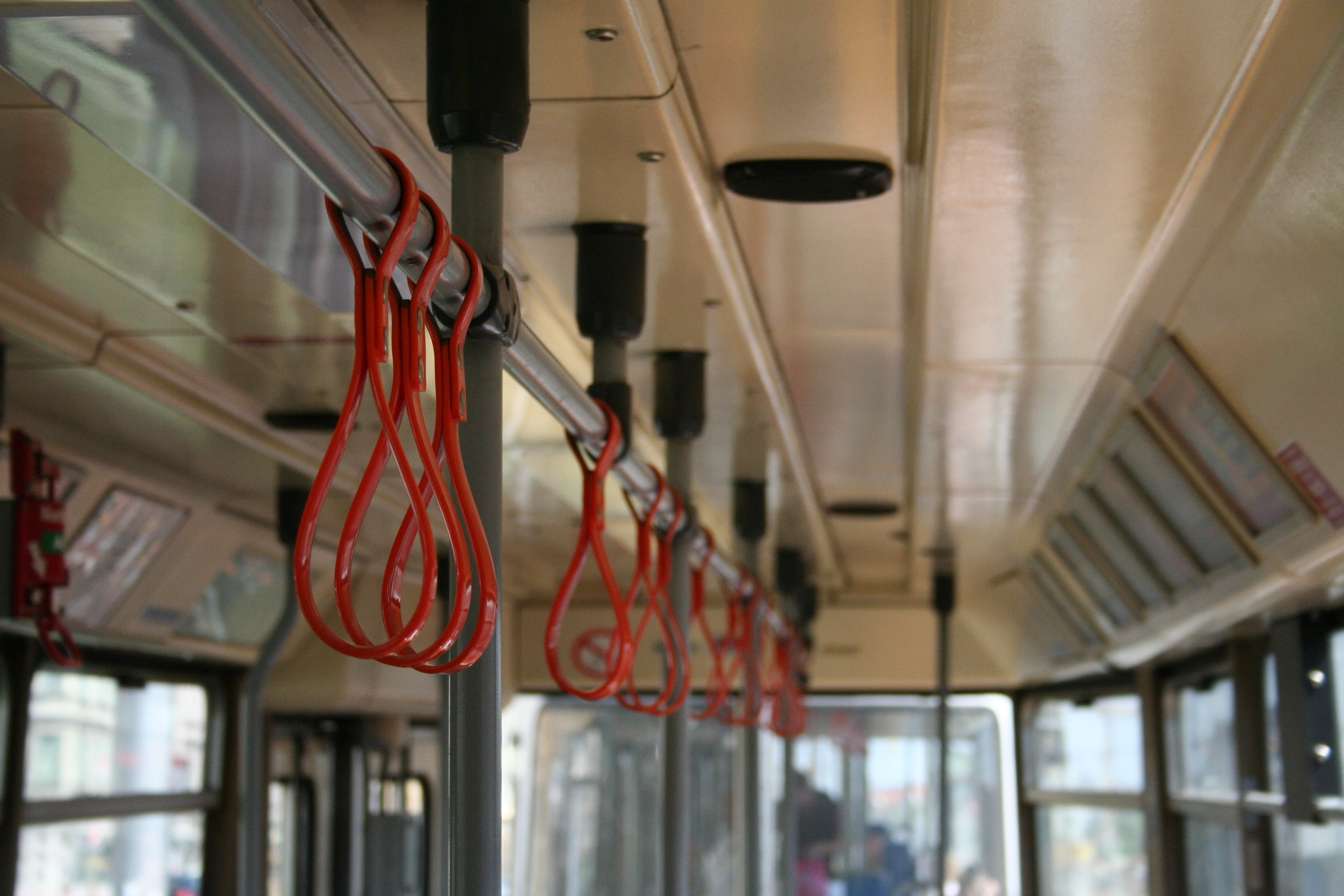